# Trochalus nigerianus
Trochalus nigerianus är en skalbaggsart som beskrevs av Frey 1960. Trochalus nigerianus ingår i släktet Trochalus och familjen Melolonthidae. Inga underarter finns listade i Catalogue of Life.